# Michail Stepanowitsch Olminski
Michail Stepanowitsch Olminski (russisch Михаил Степанович Ольминский; * 15. Oktober 1863 in Woronesch; † 8. Mai 1933 in Moskau) war ein russischer Revolutionär, Journalist, Historiker und Literaturkritiker.

## Leben
Olminski wurde 1898 Gründungsmitglied der SDAPR. Er schloss sich der bolschewistischen Fraktion an und wurde Redakteur der Zeitungen Wperjod (Vorwärts), Prawda und Nowaja Schisn.
Michail Olminski starb 1933 und wurde an der Kremlmauer beigesetzt. Nach ihm wurde unter anderem das Staatliche Pädagogische M.-S.-Olminski-Institut in Belgorod benannt.